# 人員輸送車
人員輸送車（じんいんゆそうしゃ）は、警察、消防、自衛隊、出入国在留管理庁の装備。主として人員を輸送するために用いられる自家用バスである。

## 諸元
競争入札であるため日産自動車、トヨタ自動車、三菱ふそうトラック・バス、いすゞ自動車など民間バスが採用されている。車体のサイズは、マイクロバスから大型バスをベースにしたものまでさまざまである。
基本的に市販状態で納入されるが、赤色灯や金網などの特別な部品を装着している場合もある。

## 自衛隊
多くの駐屯地や基地は、戦後に接収解除になった帝国陸海軍の施設を流用しており、自動車でしか行き来できない（バス路線も通っていなかったりする）場所に立地しているため、隊員の輸送用として確保されている。他にも採用試験を受ける受験者、駐屯地及び基地の創立記念行事や納涼行事等のイベント開催時には、来場者送迎用シャトルバスとして使われることもある。
ナンバープレートは航空自衛隊のサイト用人員輸送車を除き、自衛隊のナンバー（6桁）ではなく国土交通省の定める民間車両と同一のもの（白ナンバー）である。海上自衛隊と航空自衛隊の人員輸送車は近年、集中的に観光バス（ハイデッカー）を納入している、陸上自衛隊でも長年路線バス型であったが2019年度より観光バス型が納入されている、近年ではコストカットのため塗装が簡略化されたりメーカー標準色のままとなっている車両もある。
運転をする隊員のほとんどが大型一種免許のみ（しかも自衛隊車両限定）で、旅客運転技能と知識がないこと（送迎車運転手はできる限り二種保持者がよいとされる）と、陸上自衛隊の人員輸送車は路線バス仕様（低床式ではないために座席が高い位置にある）のために横揺れが大きく、乗り心地は悪い。またコストカットのため最低グレードが選ばれるため、快適装備なども最小限となっている。

### 陸上自衛隊
人員輸送車1号及び2号が制式化されている。1号は市販の前扉のみの路線型車体の大型バスで、主に方面輸送隊、師団後方支援連隊輸送隊・旅団後方支援隊輸送隊に配備されている。また、方面音楽隊及び師団・旅団の各音楽隊にも隊員の派遣演奏等への移動手段のため大型バスが配備されている（楽器は業務トラックで運搬する）。一部の部隊ではハイデッカーバスが配備されているが名称は人員輸送車ではなく、「〇〇用バス」とされている。前部に白の桜のマークが付いているものとないものがある。2号は市販のマイクロバスで主に駐屯地業務隊や輸送隊に配備されている。色は白系統の市販車と同じ塗装である。排気ガス規制により、マイクロバスは従来のディーゼル車からガソリン車への入れ替えが進んでいる。

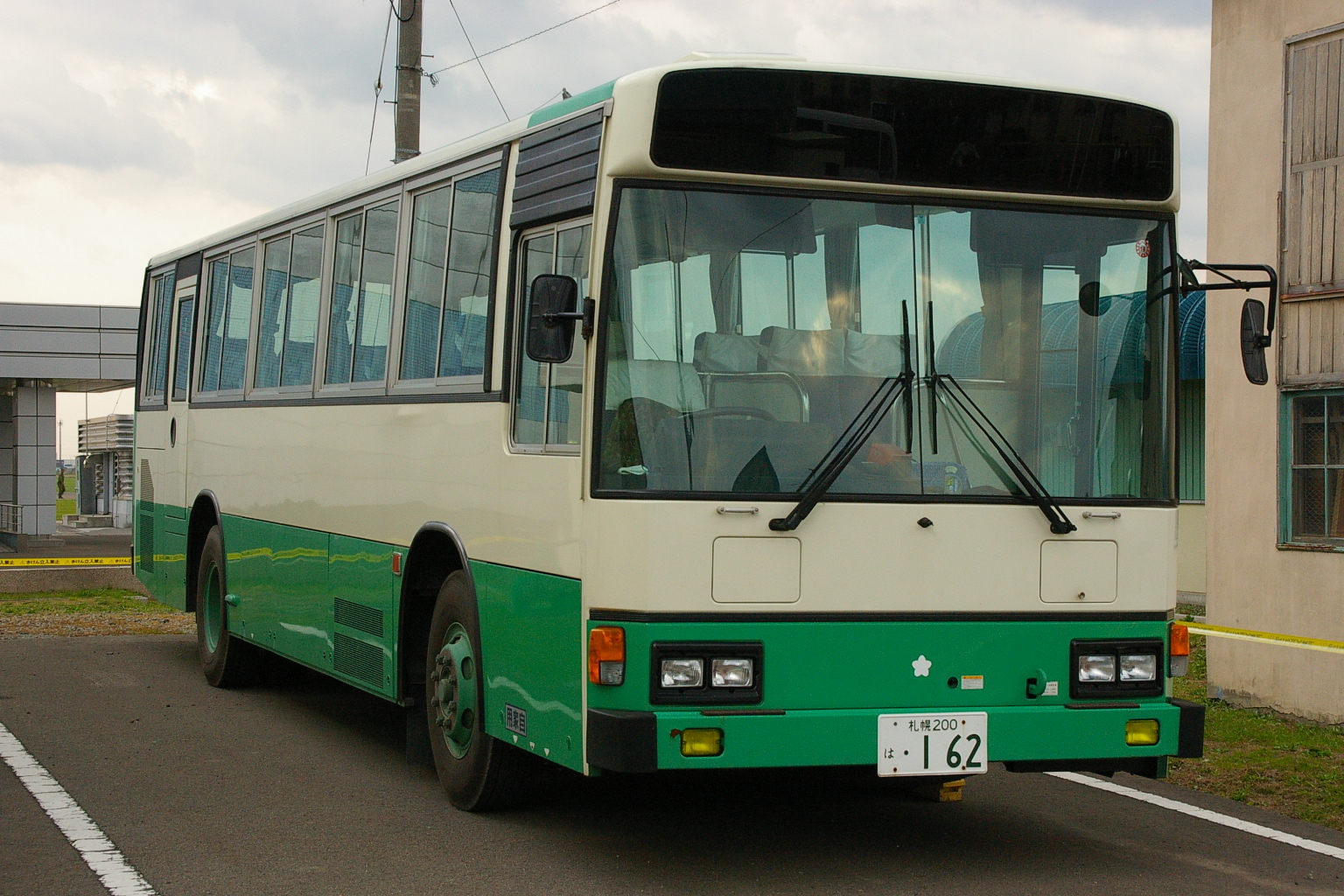
人員輸送車1号 日野・ブルーリボン
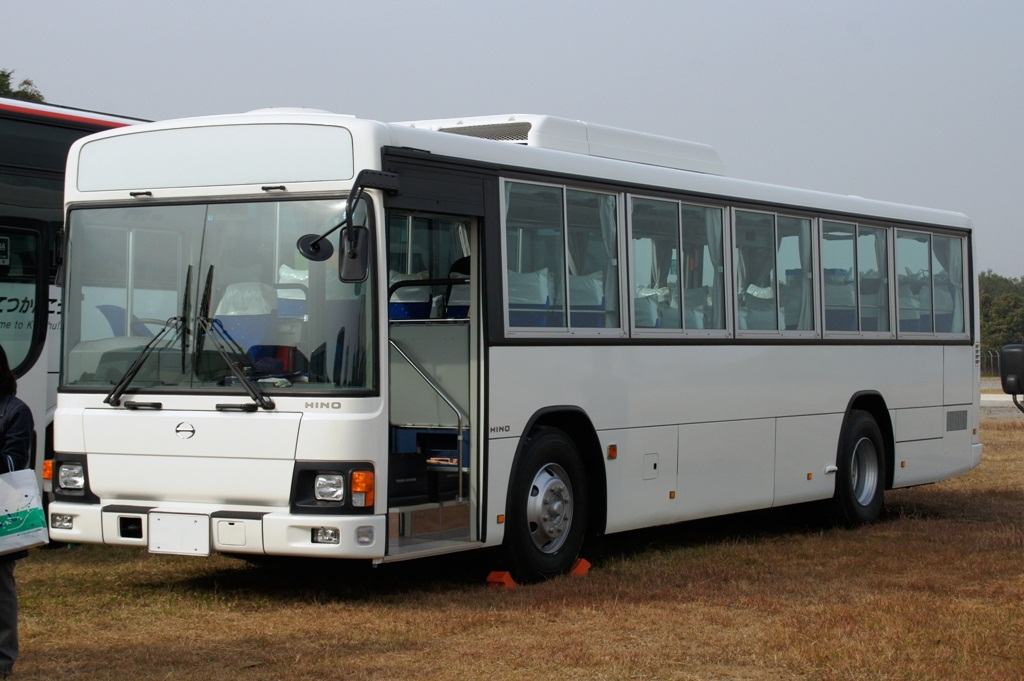
人員輸送車1号 日野・ブルーリボンⅡ
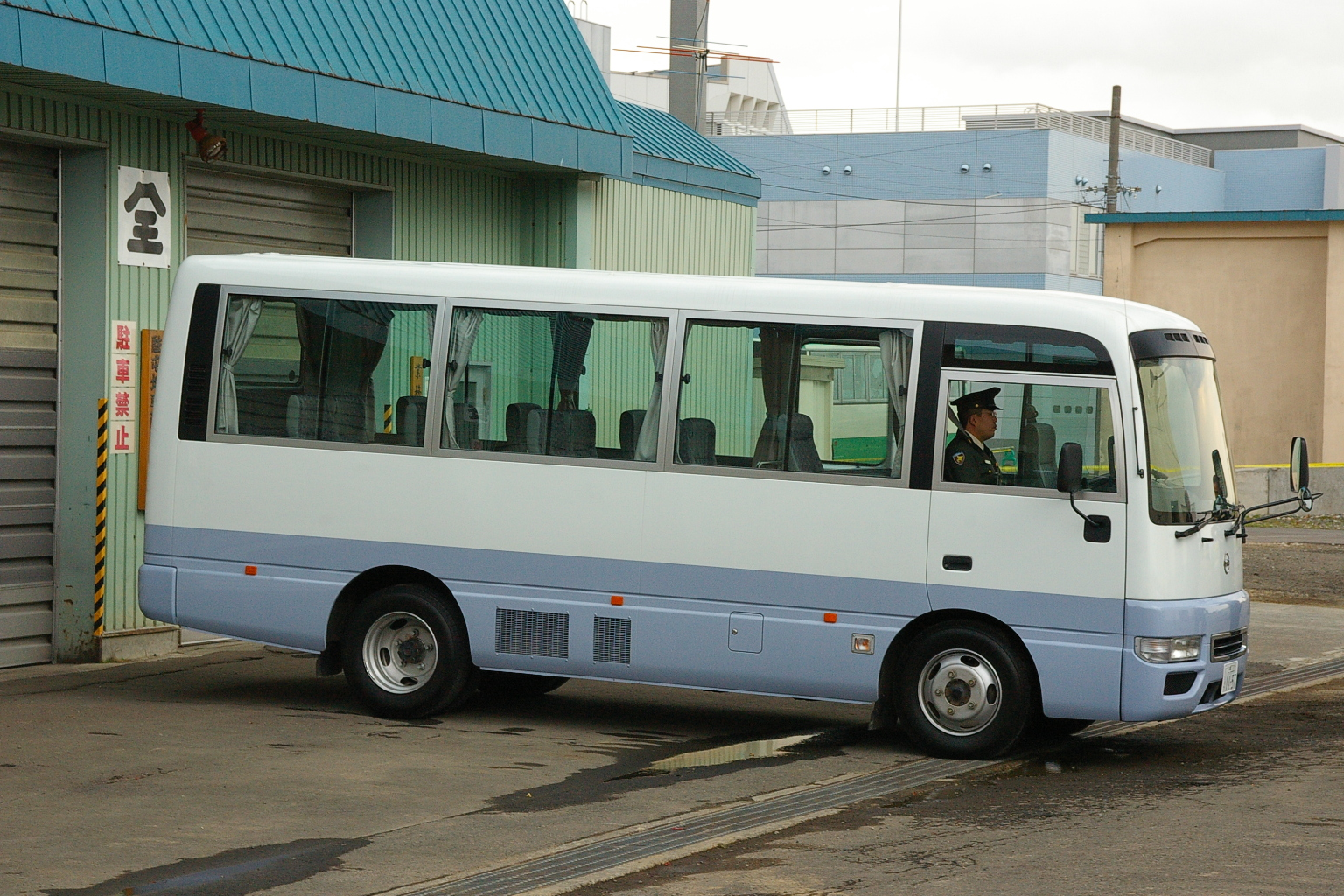
人員輸送車2号 日産・シビリアン
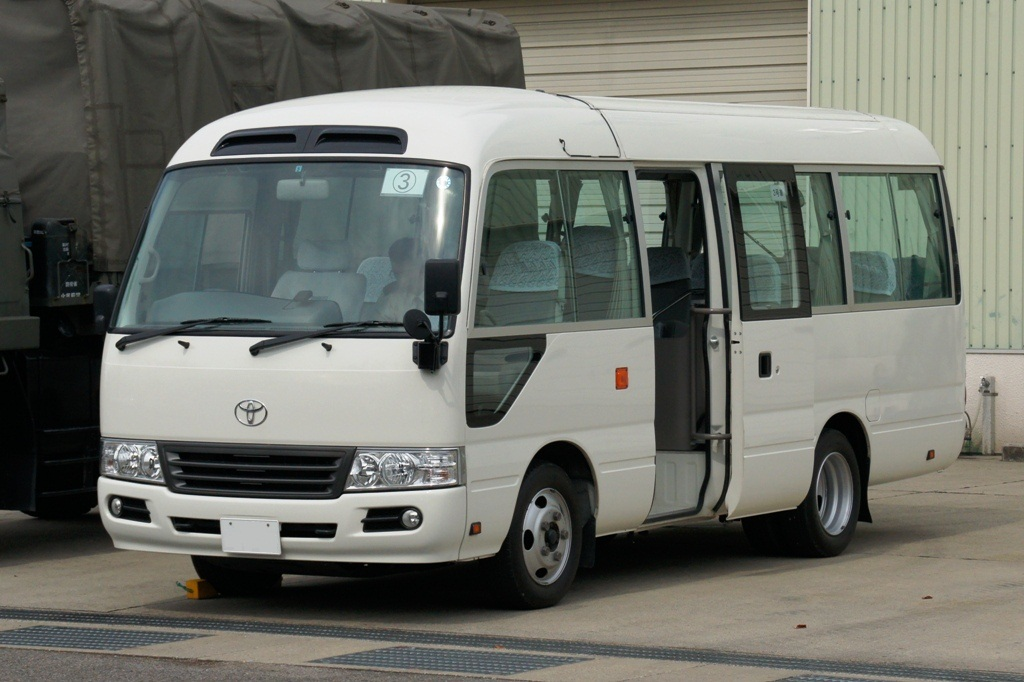
人員輸送車2号 トヨタ・コースター

### 海上自衛隊
人員輸送車（マイクロバス）、人員輸送車中型、大型人員輸送車（2号及び3号）がある。
大型バスはハイデッカーが導入されている。
塗装は青や白を基調にしたものが多い。コストカットのため単色の車両も存在する。車体正面には海上自衛隊紋章（錨に桜が重なる）が入るものもある。

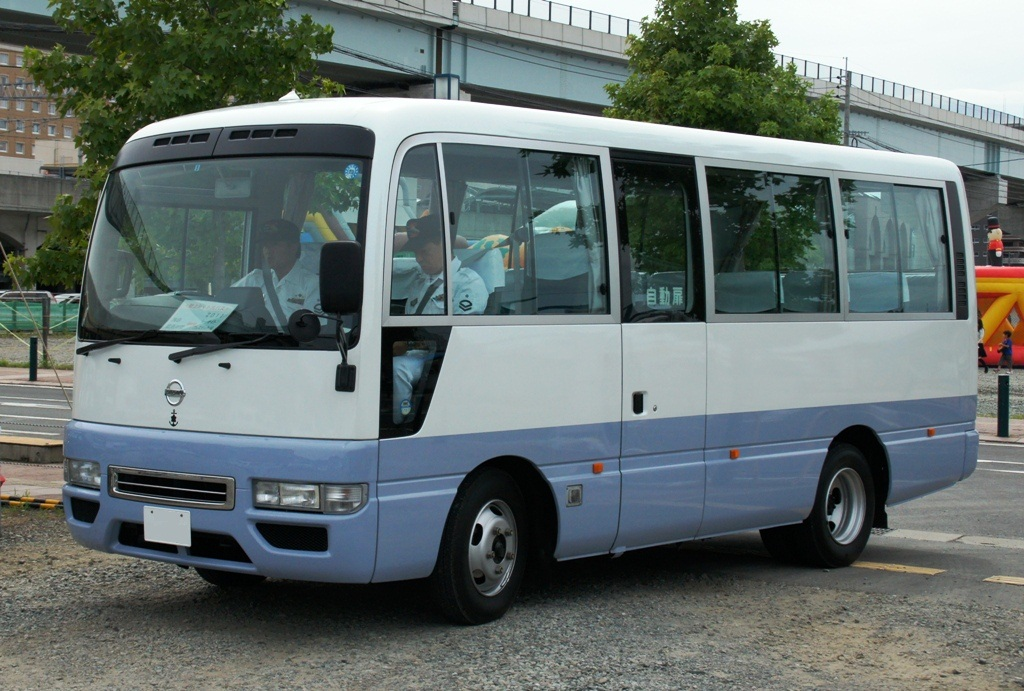
マイクロバス型の人員輸送車
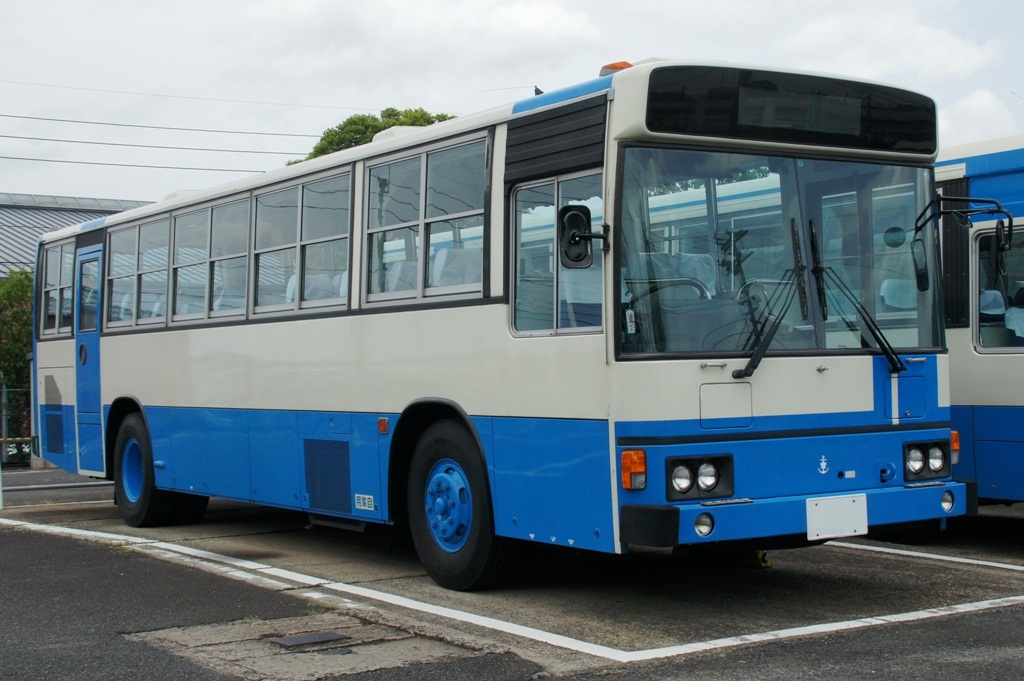
ハイデッカータイプの大型バス
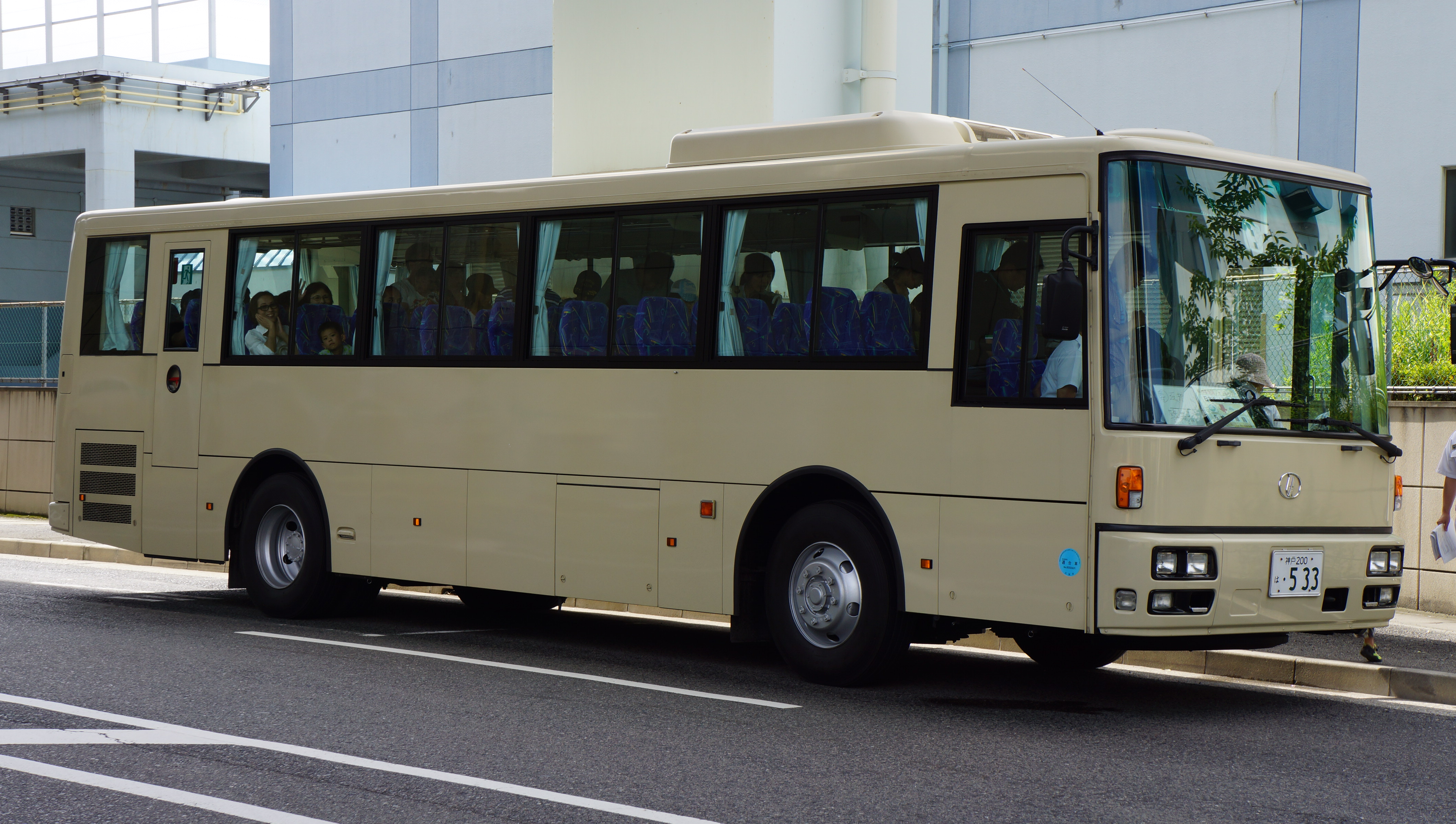
塗装が簡略化された大型バス

### 航空自衛隊
マイクロバス型の『小型人員輸送車』は、車体前面には「航空自衛隊」と明記してあるものがあったりするが、基本的に白/青などの色が多い。
レーダーサイトで勤務する隊員の送迎や高射部隊の機動展開などに使われる『サイト用人員輸送車』は、航空自衛隊独自の「桜の翼章」マークが入る（紋章ではない。紋章は「鷹が乗った桜の翼章」）色は青地に白のラインが入る。山頂にあるレーダーサイトや機動展開地への移動などで悪路を走行する可能性が高いことから四輪駆動仕様の設定が求められるため、民生品には選択肢が少なく、現行ではマイクロバスを生産している3社中唯一四輪駆動仕様を設定する三菱ふそう・ローザ（KC-BG438F）が多い。降雪に対応するため他の人員輸送車より最低地上高を高く設定している。
航空自衛隊の人員輸送車で他と異なるのが大型観光バス型の『大型人員輸送車3号』。隊員の輸送、及び災害時の国民の輸送に使用される。日野自動車、三菱ふそうトラック・バス製の大型バスが採用されている。塗色は白地に橙のストライプ、「JASDF」の灰文字、所属基地のマーク入り。　

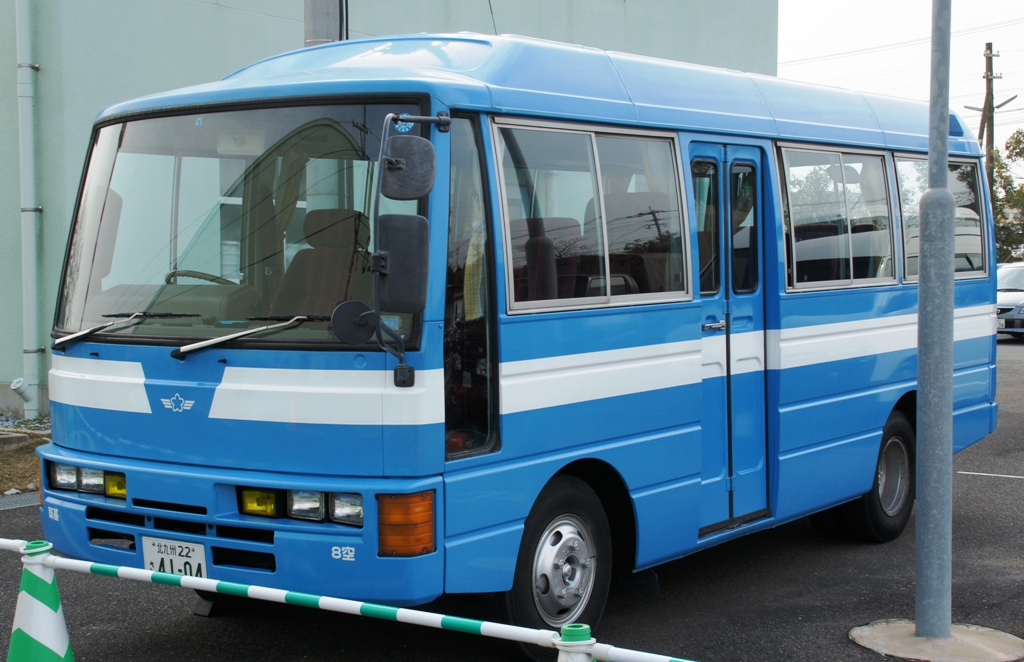
小型人員輸送車
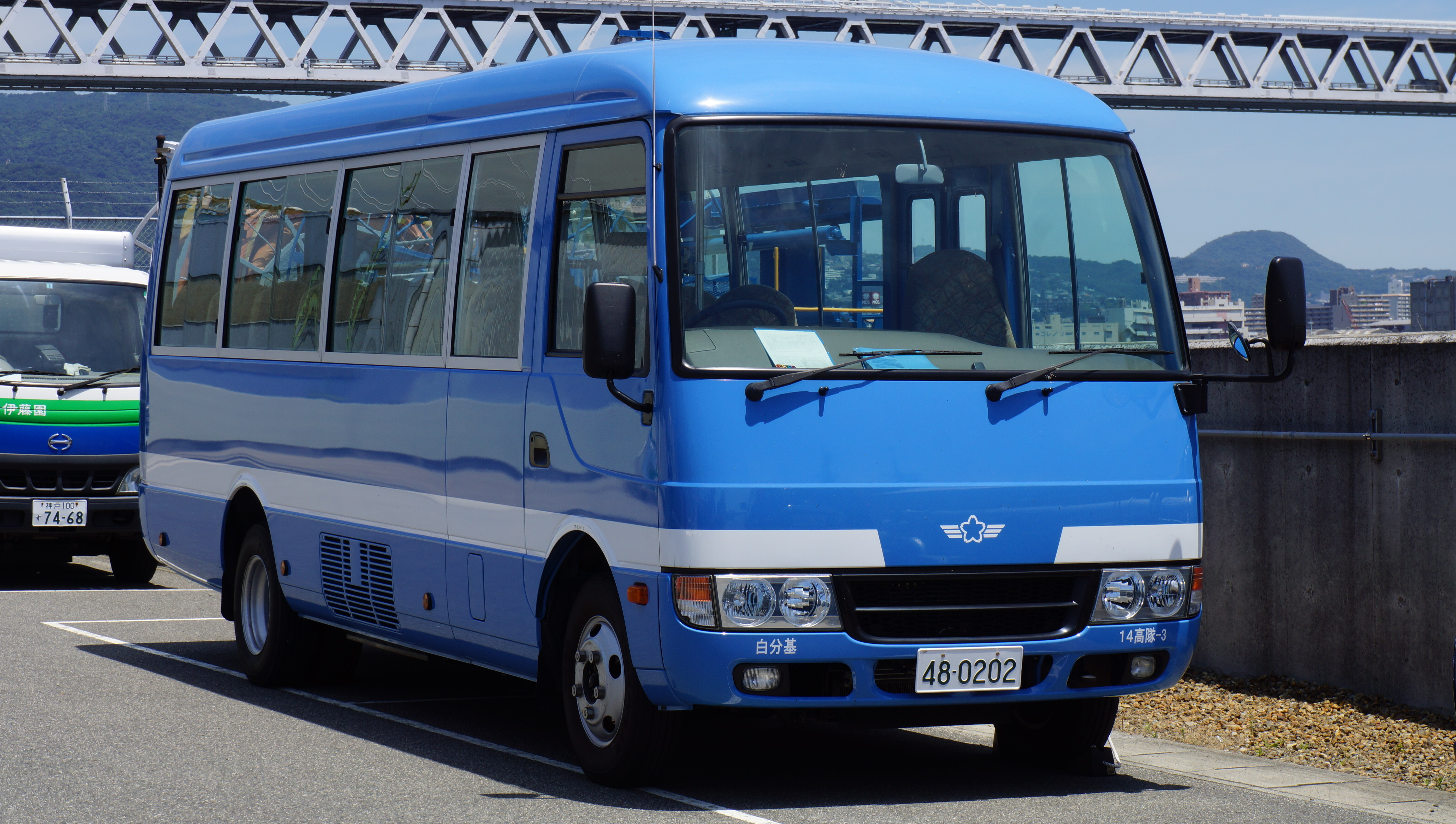
サイト用人員輸送車（三菱ふそう・ローザ）
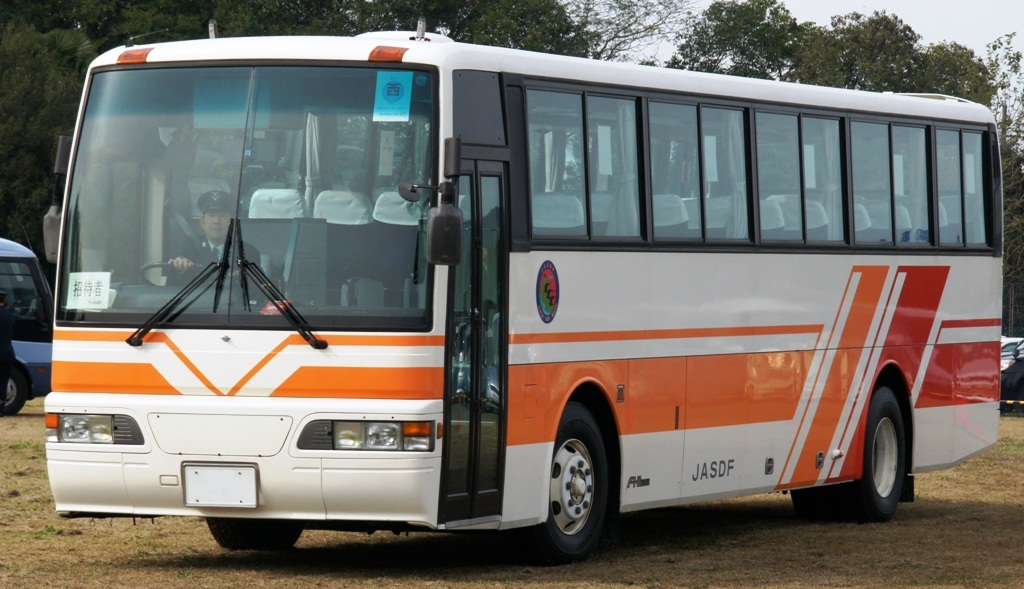
人員輸送車3号　岐阜基地所属

## 警察
主に警備の際に、多数の警察官を輸送するのに使用される。窓が投石よけの金網でカバーされていることから、一般人からは「護送車」と混同され、漫画作品などでも輸送車が護送車として描かれたり、また映画やテレビドラマなどでも護送車仕様の劇用車が手配出来ず輸送車仕様の劇用車で代替するケースが多々見られることもこの誤解、混同の一因となっている。本来の護送車は車内からの逃走を阻止するため、窓ガラスの内側に鉄格子があり、金網は設置されていない。赤灯、サイレン、旭日章（警察章）を装備し、フロントガラスの金網は脱着可能となっている。なお護送車を警察官の輸送に利用する事例もある。
中型、大型はシートがビニール張りで、仮眠用ベッドを備えるほか、CNG車も導入されている。また、リアガラスが埋められており、後部にフロント用の金網が設置可能となっている。
警備用以外に、警察音楽隊でも専用車両が使用されているが、楽器を運搬するため、床下トランクを備えた大型観光バス（ハイデッカーまたはスーパーハイデッカー）がベースであり、装備も一般的な観光バスと同様である。

### 小型輸送車
トヨタ・ハイエースや日産・キャラバン等のワンボックス車がベース。車体色は白で機動隊カラーではない。定員や座席配置は納入時の仕様によって異なるが、資材運搬にも使えるよう、荷物スペースが広く取られていることが多い。金網付きと金網なしが存在しており、2013年度以降の国費導入車は金網非装備の覆面仕様となっている。また、2017年度以降はハイルーフから標準ルーフに変更され、白以外の塗装も登場している。

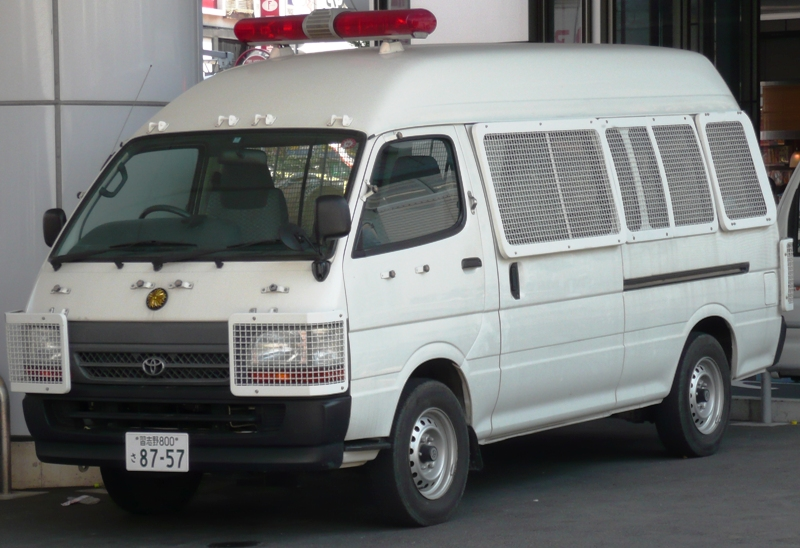
小型輸送車 （金網付き）
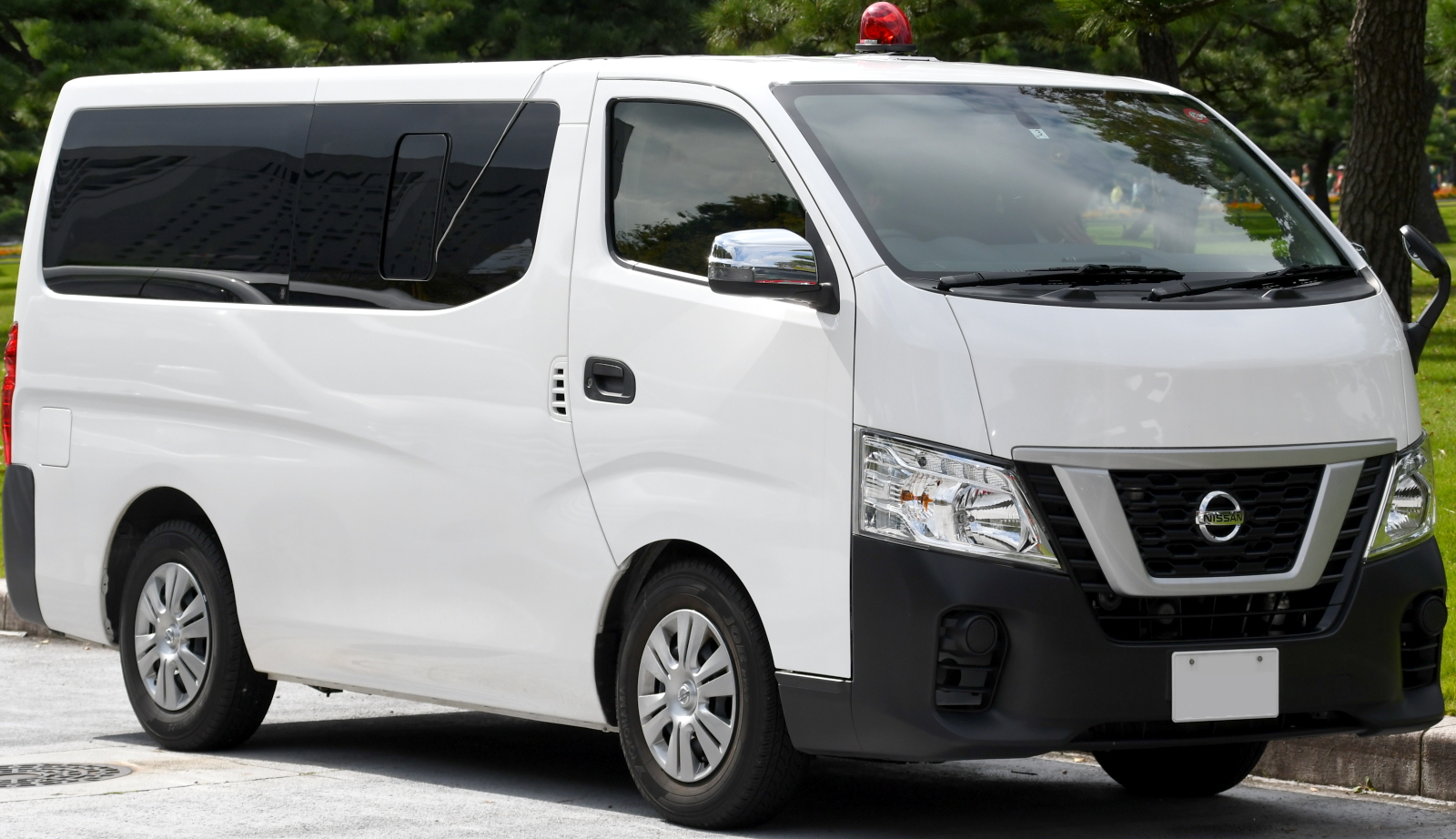
小型輸送車 （金網なし・覆面）

### 中型輸送車
トヨタ・コースター、日産・シビリアン、三菱ふそう・ローザ等のマイクロバスがベース。横向きシートが採用されている遊撃車I、II型とは違い、ベース車のまま前向き。ベース車そのままの仕様で金網を装備せず、機動隊カラーに塗装されず、赤色灯も外されて「覆面」として運用されている車両も存在する。一部車両にはエンジン停止時でも外部からの電源供給で使用可能なルーフエアコンが装備された車両が存在する。

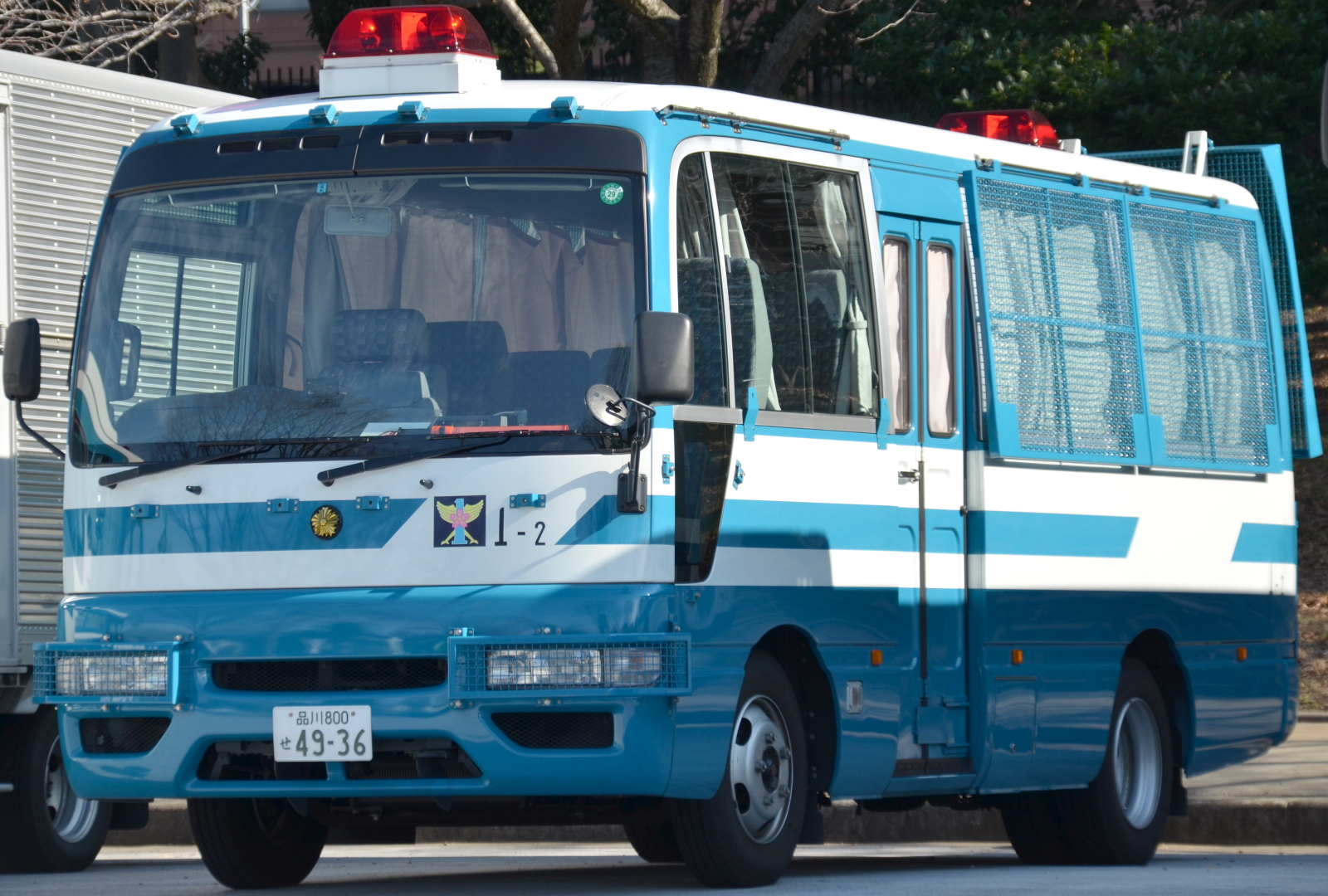
中型輸送車
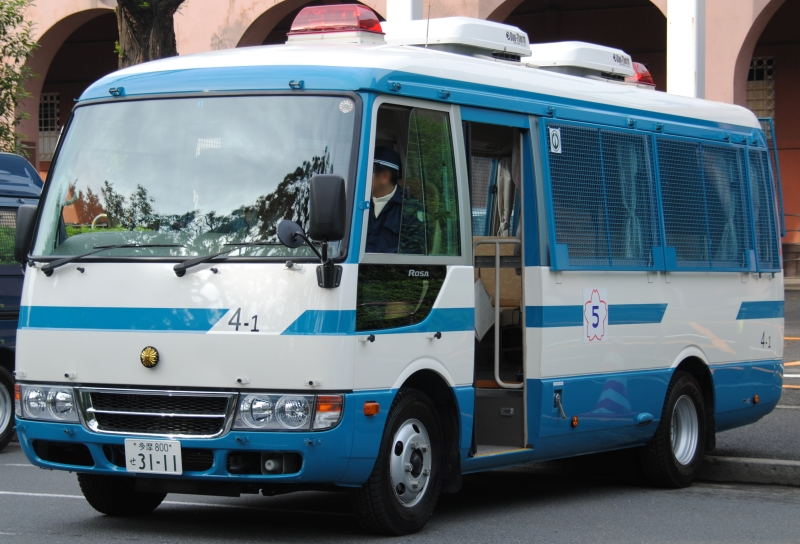
中型輸送車 （ルーフエアコン搭載車）
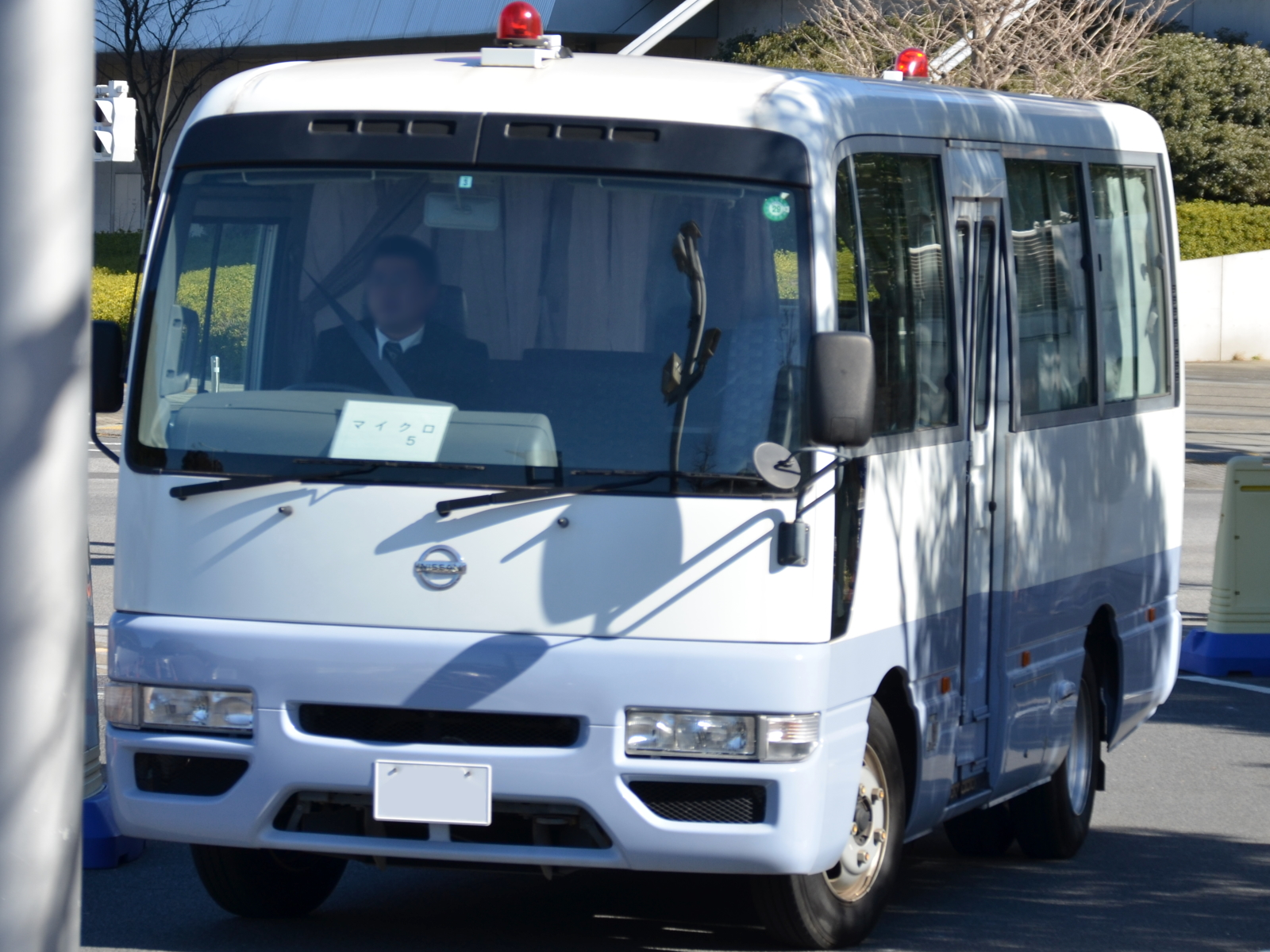
中型輸送車（覆面）

### 大型輸送車

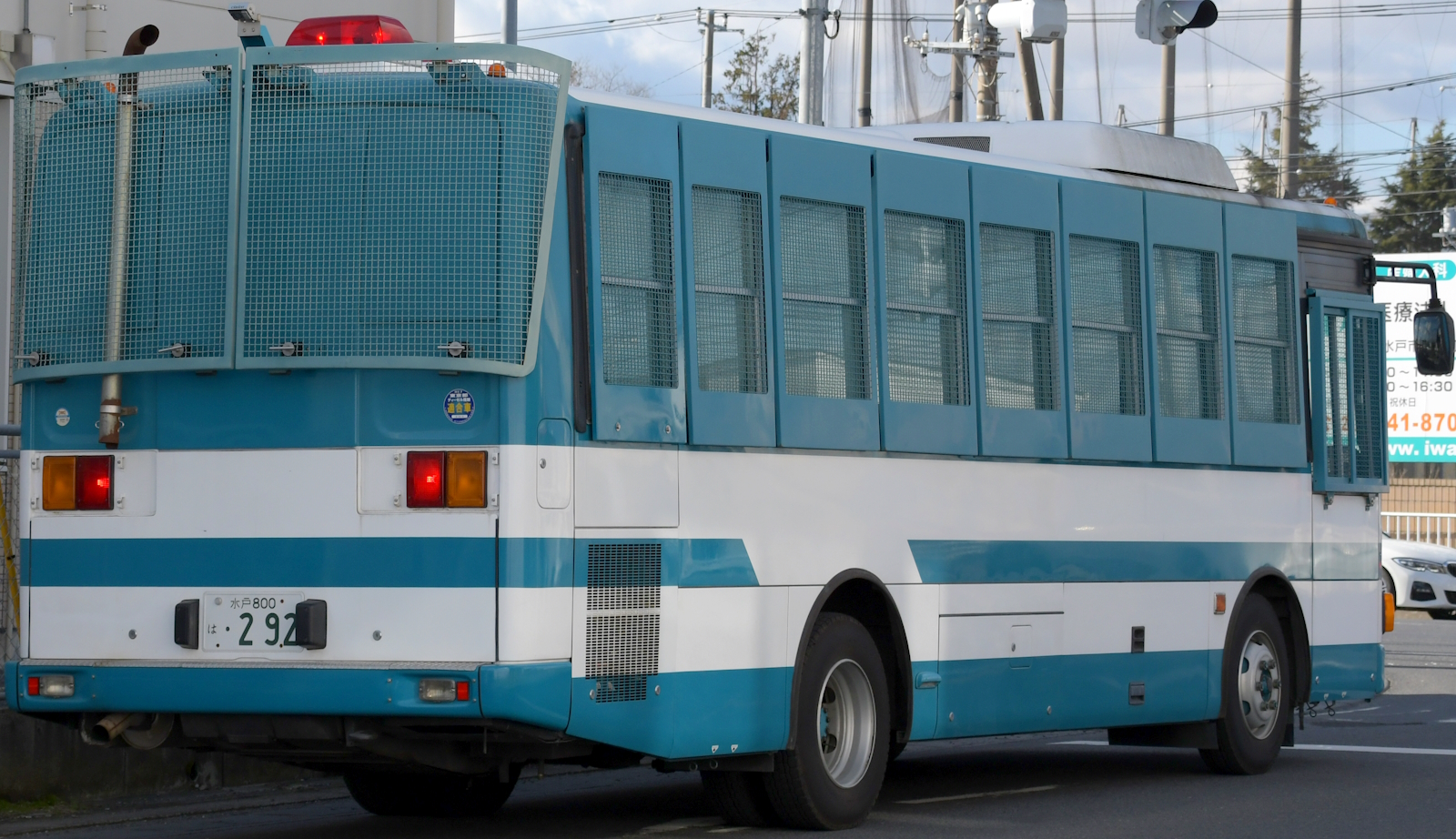
後部に排気ガス上方排出用のパイプを備えた例
（初代いすゞ・エルガミオ）

いすゞ・エルガミオ、日野・レインボー、日野・メルファ、日産ディーゼル・RM、三菱ふそう・エアロミディMJ（ロングボディ）など中型バスがベースである。車体は路線仕様をベースとすることが多く、初期の車両は乗降扉が中扉のみだったが、1990年代以降は前扉と中扉の2ヶ所（手動式）が装備されている。かつてはツーステップ、リーフサスペンションであったが、ベース車種の低床化及びラインナップ整理に伴い、ワンステップまたはノンステップ、エアサスペンションで導入されている。
警視庁機動隊の車両の場合は機動隊章（桜のマーク）と中隊番号が描かれている。
通常の大型輸送車は9m級であるが、全長8m級の大型輸送車II型も存在しており、三菱ふそう・ローザのスーパーロングボディが採用されている。
2003年度導入車までは排気管に金属製のパイプを装着し、排気ガスを上方へ排出できるようになっていた。これは、長時間にわたる警備の際に後続の車両へ向けて排出し続けてしまうと、後続車の乗務員が中毒を起こす恐れがあるためである。排出ガス規制が強化された2004年度以降は省略されている。
サイドはミラーは観光用の大型タイプで左右ともロングステーが採用されていたが、2019年度以降の導入車では右側が短い一般的な仕様に変更されている。
非常口は緊急自動車の場合、定員が30人以上であっても設置義務がないため、省略されることが多い。

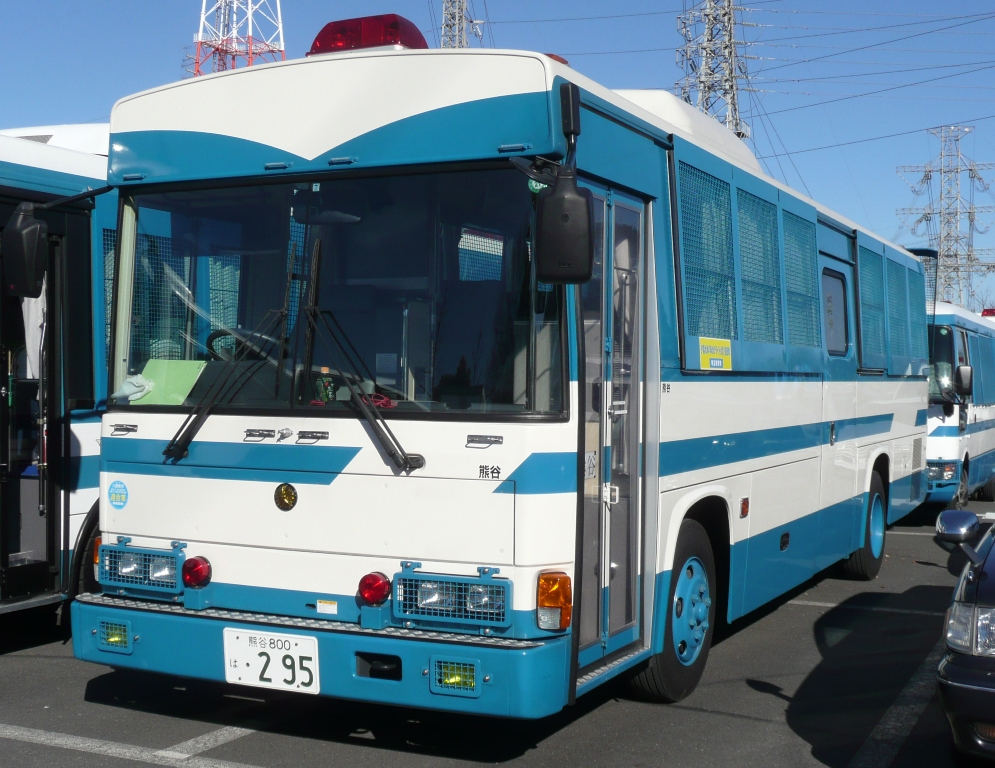
大型輸送車 （日野・レインボーRJ）
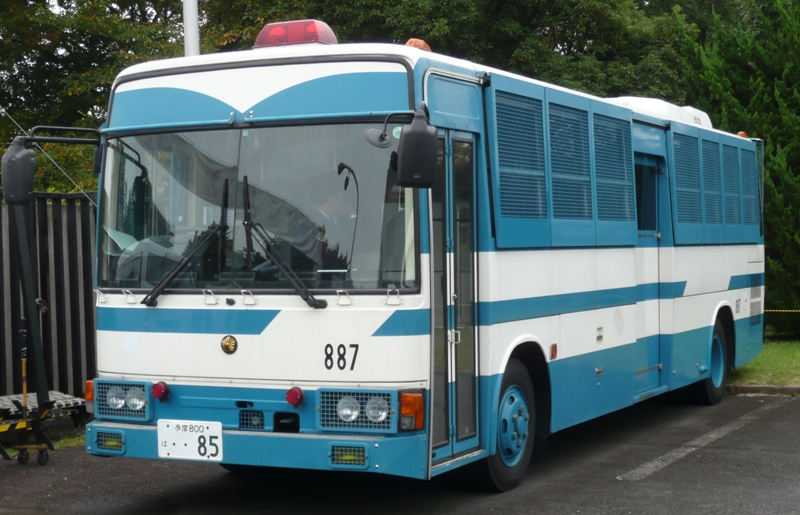
大型輸送車 （三菱ふそう・エアロミディMJ）
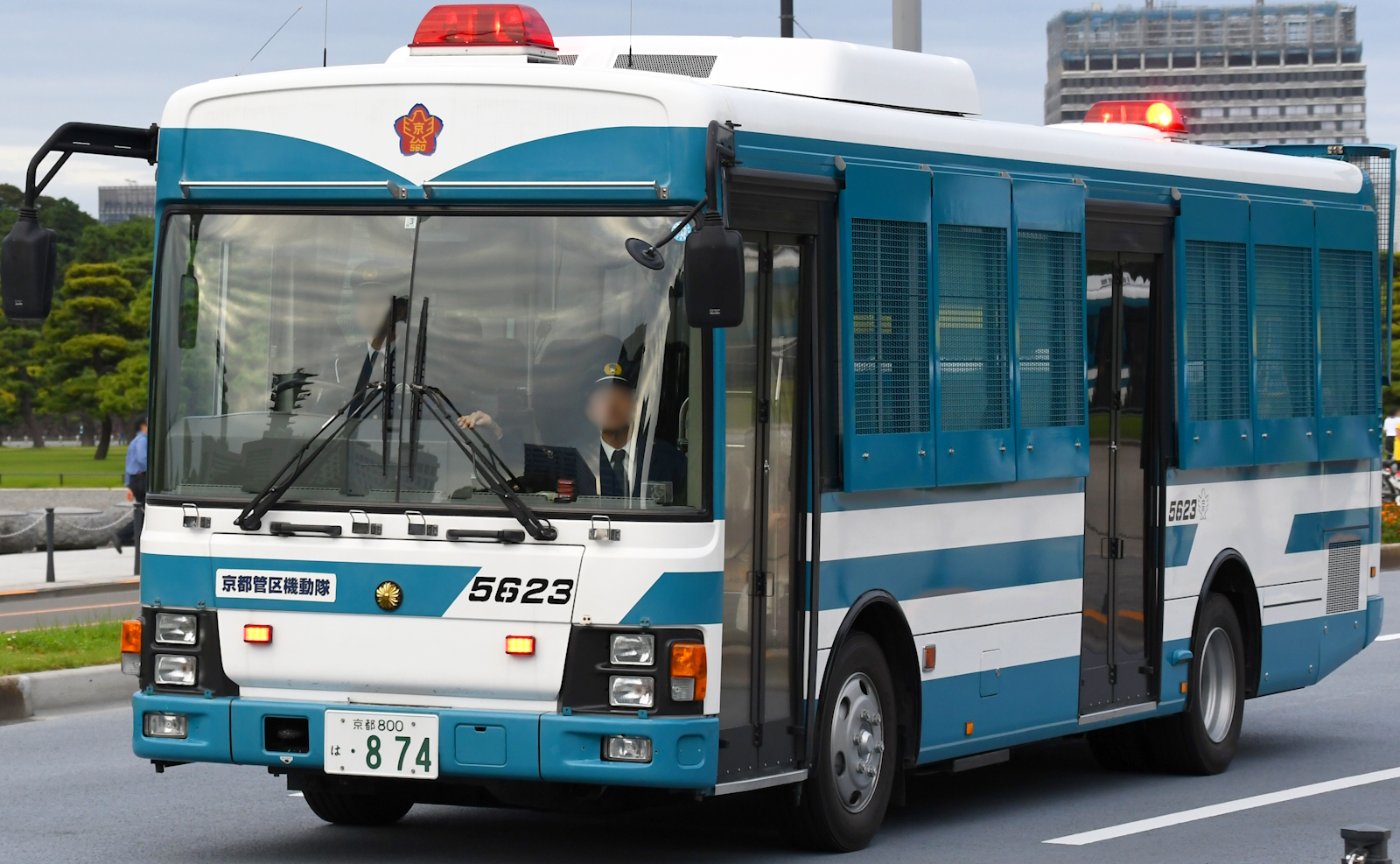
大型輸送車 （初代いすゞ・エルガミオ）
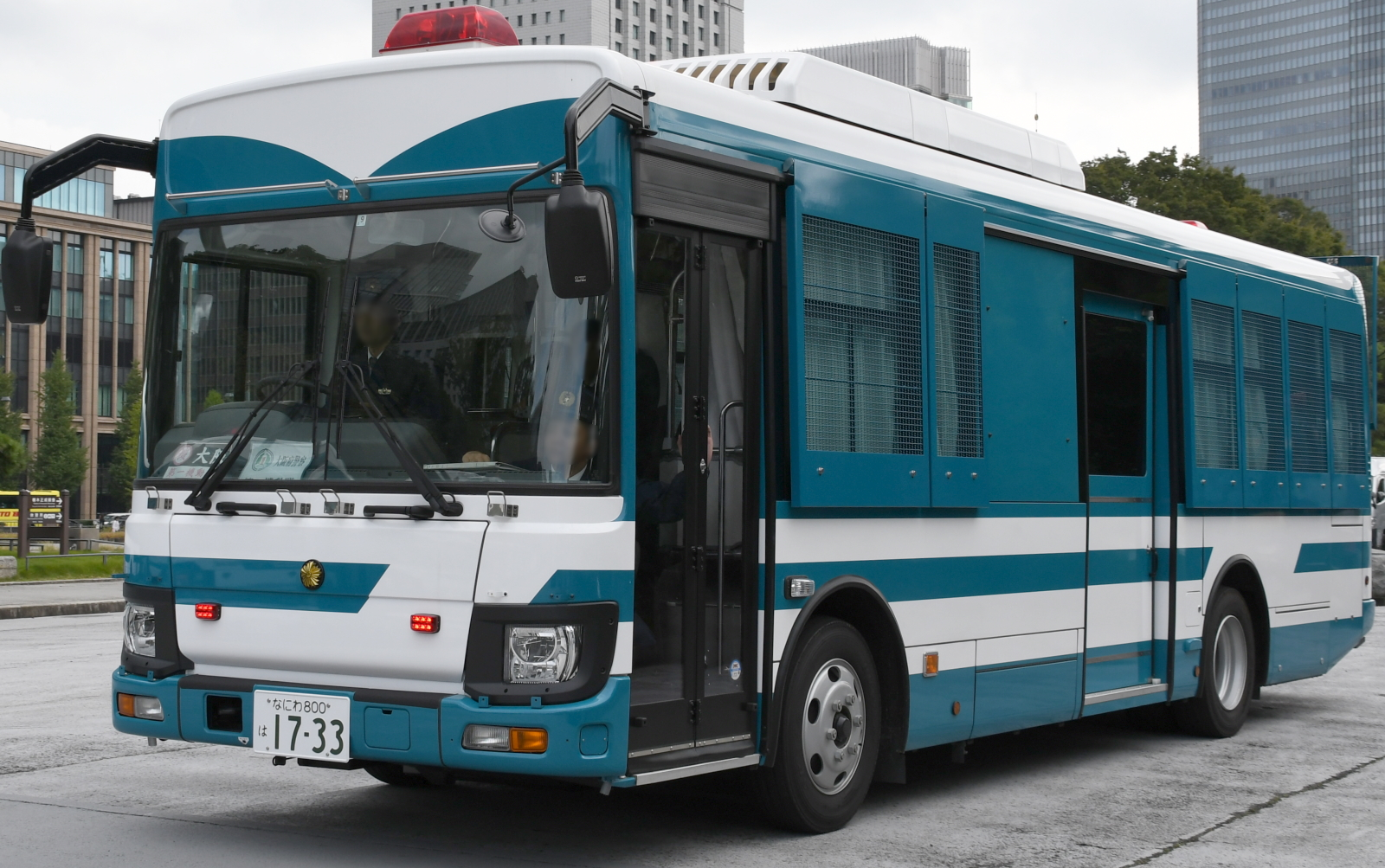
大型輸送車 （2代目いすゞ・エルガミオ）
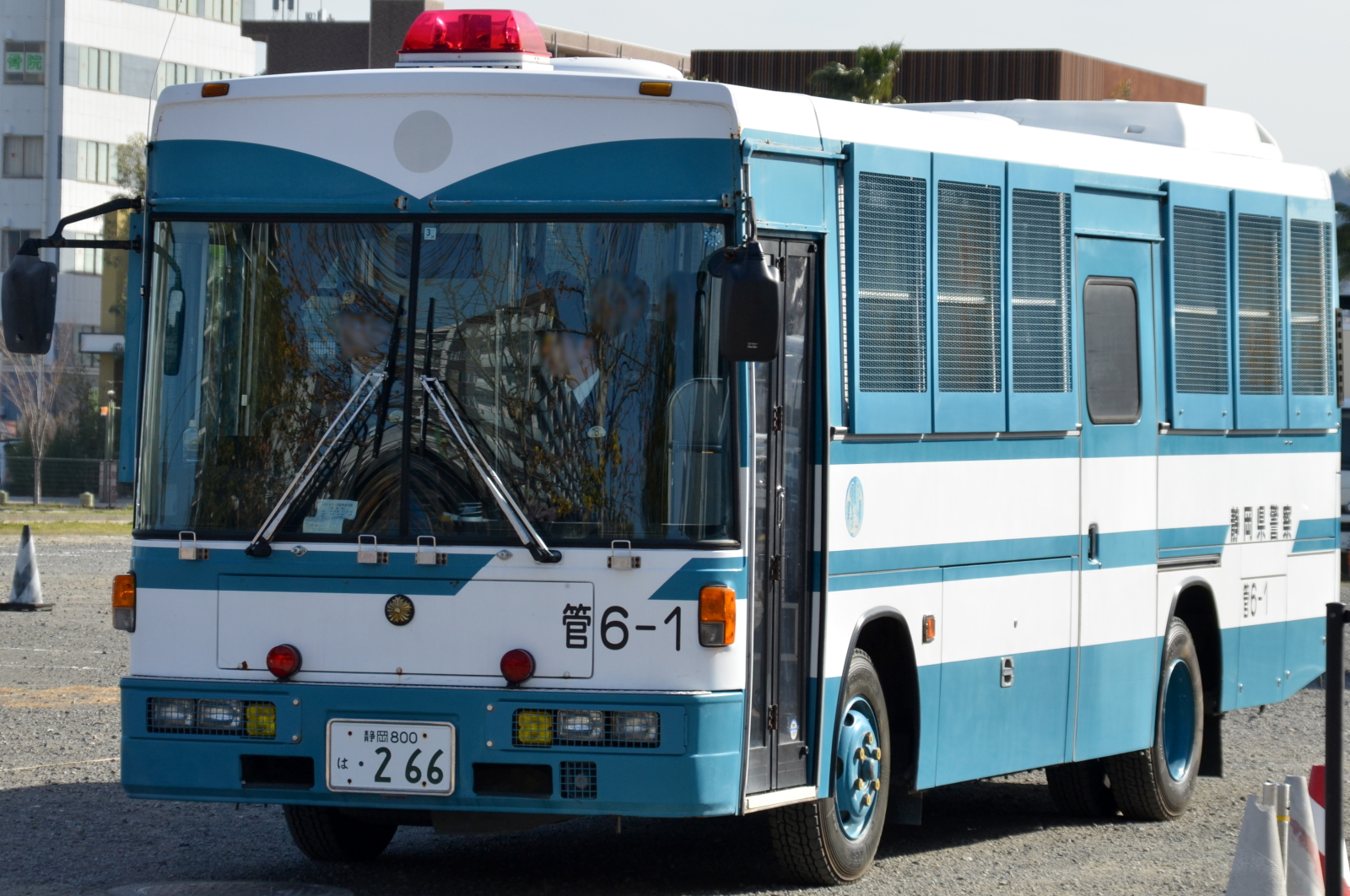
大型輸送車 （日産ディーゼル・RM）
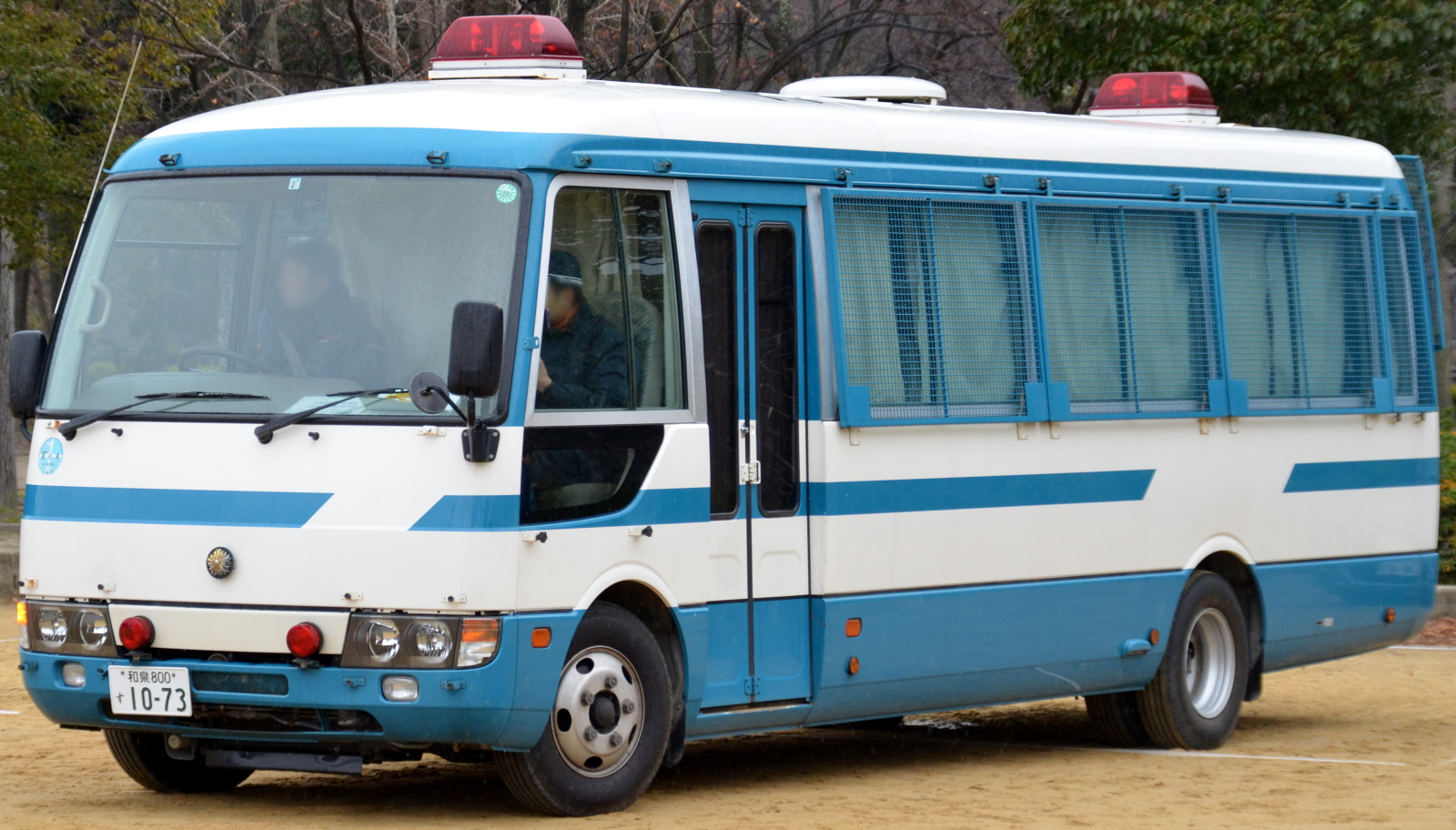
大型輸送車II型 （三菱ふそう・ローザ）

- ウィキメディア・コモンズには、各国の警察の人員輸送車に関するカテゴリがあります。
- ウィキメディア・コモンズには、日本の警察の人員輸送車に関するカテゴリがあります。

## 消防
マイクロバスがベースであることが多く、他の消防車両同様、車体色は赤である。一方で回転灯を装備せず、一般のマイクロバスの外観をしていることも多い。なお、2007年に支援車III型に規定されることになった。
「災害対応多目的車」「災害支援車」など本部により様々な名称で呼ばれている。

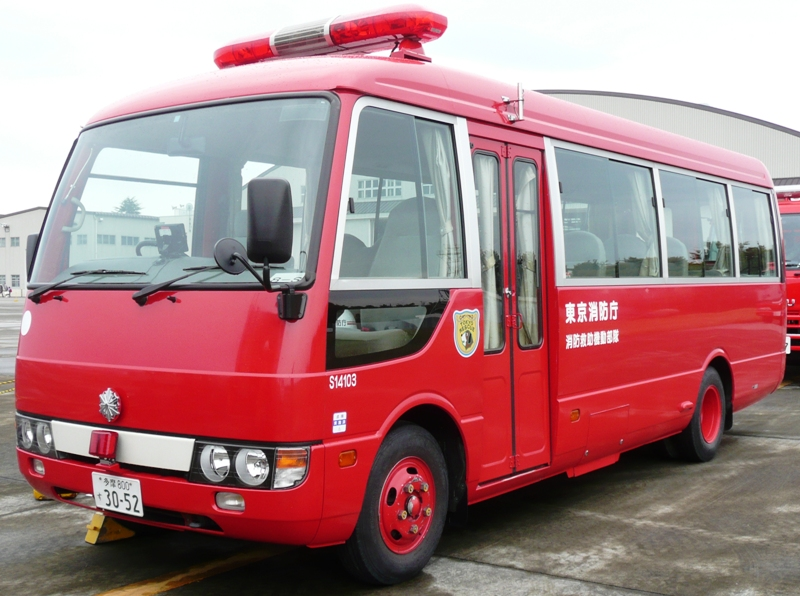
東京消防庁消防救助機動部隊の人員輸送車
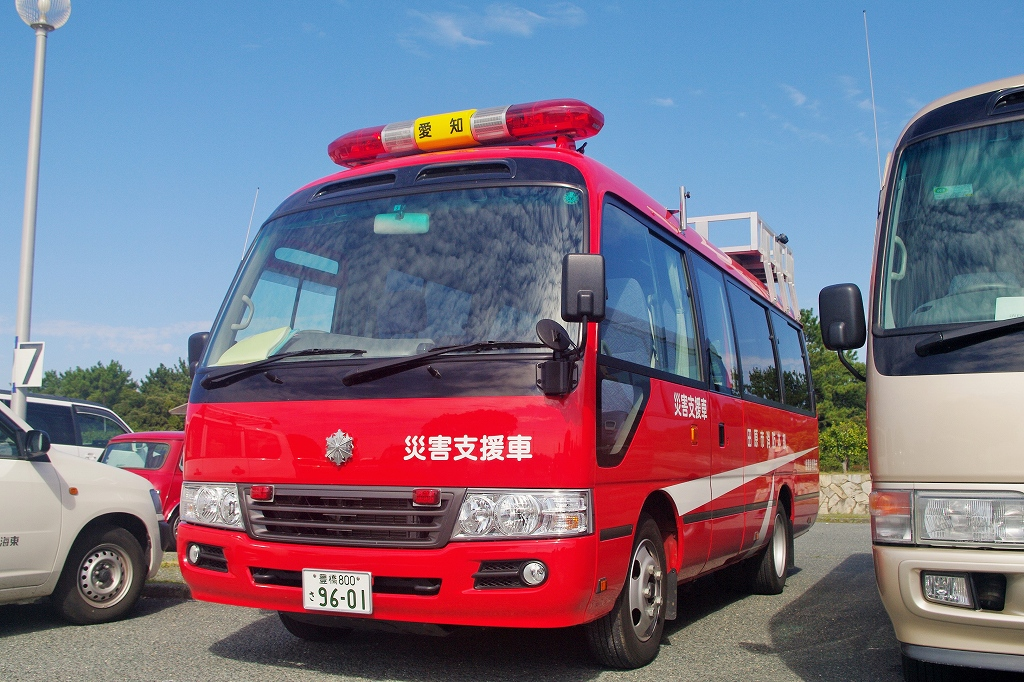
災害支援車(人員輸送車) トヨタ・コースター （田原市消防本部）
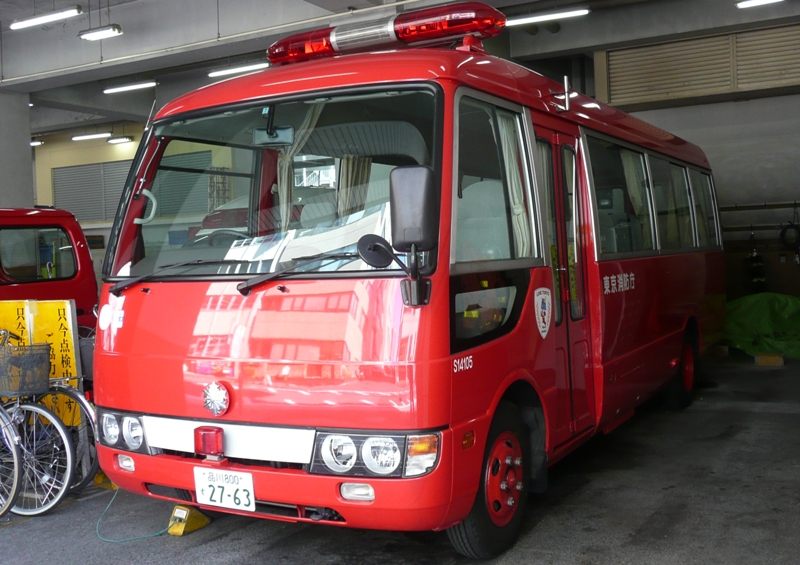
災害対応多目的車 三菱ふそう・ローザ （東京消防庁）

## 出入国在留管理庁
法務省出入国在留管理庁の地方支分部局である地方出入国在留管理局には、入国警備官が部隊編制で警備を実施する際の人員輸送用や、被収容者の移送用として人員輸送車が配置されている。大型バスの自家用向け仕様車をベースとし、屋根上に赤色灯を備え、車体上部をクリーム色、下部を青色に塗り分けた塗色が施されている。